# Holarktikus faunaterület

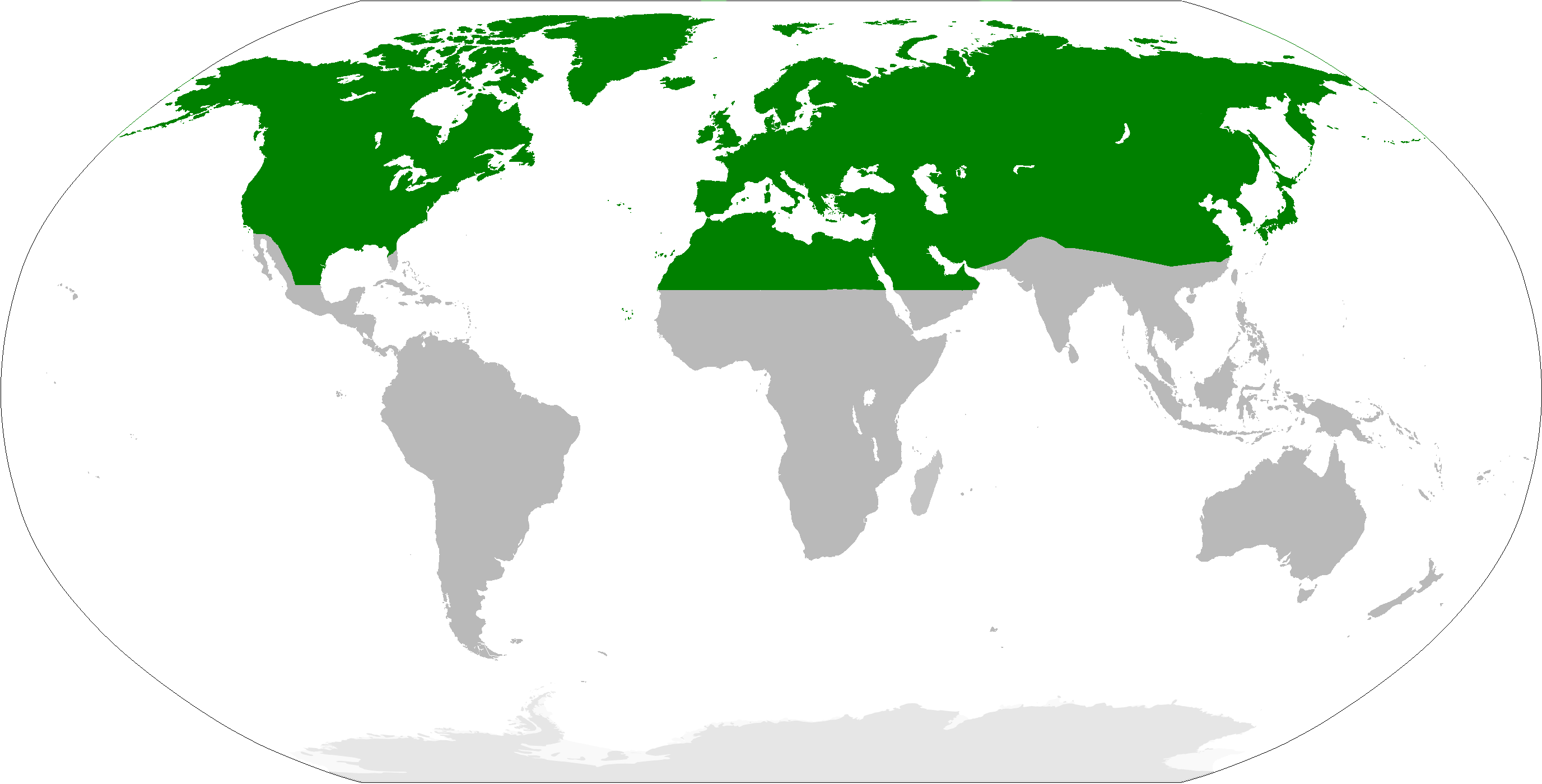
A Holarktisz

A holarktikus faunaterület (Holarktisz) az északi faunabirodalom (Arctogea) részeként Eurázsia északi felét és Észak-Amerikát foglalja magába. Déli határa Észak-Amerikában a mexikói felföld déli pereme, ahol az újvilági faunabirodalomtól (Neotropisz) egy keskeny átmeneti zóna választja el. Ugyancsak átmeneti zóna választja el az afrotropikus faunaterülettől (Aethiopis) a Szaharában és az Arab-félszigeten. Viszonylag éles határa az orientális faunaterülettel (Orientalis) a Hindukus és a Himalája gerincén, és csak Dél-Kínában a Jangce folyó mentén szélesedik átmeneti zónává.
Az óvilági és az amerikai részt több szerző földrajzi alapon nemcsak hogy külön faunaterületnek, de egyenesen két faunabirodalomnak tekinti (az óvilágit Palearktisz, az újvilágit Nearktisz néven), de a többség szerint Eurázsia és Észak-Amerika faunája annyira hasonló, hogy ez az elkülönítés állatföldrajzi alapon nem indokolt.

## Jellegzetes taxonok
Gerinces rendek:
- farkos kétéltűek (Urodela),
- tokalakúak (Acipenseriformes),
- kajmánhalalakúk (Lepisosteiformes);
- pusztai tyúkok (Pteroclidiformes)

Gerinces családok:
- vakondfélék (Talpidae),
- hódok (Castoridae),
- ugróegerek (Dipodidae),
- fajdok (Tetraonidae),
- kopoltyús gőtefélék (Proteidae),
- vízirigófélék (Cinclidae),
- csonttollúfélék (Bombycillidae),

Gerinctelen családok:
- földigiliszták (Lumbricidae).

## Kialakulása
Észak-Amerikát a korai eocénig a mai Grönlandon és Skandinávián át földhíd kötötte össze Európával. A méhlepényes emlősök (Placentalia) feltehetőleg ezen a közös kontinensen alakultak ki. A főemlősök (Primates), a rágcsálók (Rodentia), a denevérek (Chiroptera), a páros- és a páratlanujjú  patások (Paraxonia, Mesaxonia) és a ragadozók (Carnivora) legősibb leletei is erről a  földrészről származnak. Csaknem az összes európai állatcsalád megtalálható Észak-Amerikában is, az észak-amerikai késő paleocén fauna egy része azonban Európából nem került elő. Ez a szárazföldi a kapcsolat kb. az eocén közepéig tartott, eközben Ázsiát Euramerikától a Turgai-tenger választotta el. Ez a tenger  az  eocén közepe felé  kiszáradt, lehetővé téve az ázsiai és az európai fauna keveredését, illetve cseréjét. Még ez előtt Észak-Amerika és Ázsia között is kialakult egy földhíd a mai Bering-szoroson át. Amikor az éghajlat viszonylag hideg volt, mint például az oligocénben, Észak-Amerika és Ázsia faunacseréje drasztikusan  lecsökkent, amikor pedig melegebbre fordult, mint a korai miocénben, akkor felerősödött. A miocén közepétől a földhídon már csak az olyan hidegtűrő fajok jutottak át, mint a pézsmatulok (Ovibos moschatus), a bölény (Bison) és az ember (Homo sapiens). Szibéria és Alaszka összeköttetése mintegy 13 000—14 000 éve szakadt meg.

## Vikarizmus
Az észak-amerikai és észak-eurázsiai fauna szoros rokonságát mutatja a sok helyettesítő (vikariáns) faj. Ezek ősei valószínűleg közösek voltak, különbségeik pedig a földrajzilag elkülönült (allopatrikus) fejlődés eredményei.
Vikariáns faj-, illetve alfajpárok:
- európai bölény (Bison bonasus) – amerikai bölény (Bison bison),
- európai hód (Castor fiber) – kanadai hód (Castor canadensis),
- menyét: európai menyét (Mustella nivalis nivalis), illetve amerikai menyét (Mustella nivalis rixosa),
- róka: európai vörös róka (Vulpes  vulpes  vulpes), illetve amerikai vörös róka (Vulpes  vulpes  fulvus),
- rénszarvas: tarándszarvas (Rangifer tarandus tarandus), illetve karibu (Rangifer tarandus caribou) stb.

## Felosztása
A Holarktiszt hagyományosan három faunatartományra osztják:
- arktikus faunatartomány (Arktisz);
- nearktikus faunatartomány (Nearktisz) három faunavidékkel:
  - kanadai faunavidék,
  - átmeneti faunavidék,
  - sonorai faunavidék;
- palearktikus faunatartomány (Palearktisz) hat faunavidékkel:
  - euro-turáni faunavidék,
  - mediterrán faunavidék,
  - szibériai faunavidék,
  - belső-ázsiai faunavidék,
  - tibeti faunavidék,
  - kelet-ázsiai faunavidék.